# Dina Koston
Dina Koston, née en 1929 et morte le 24 avril 2009 à Washington, est une pianiste, professeur de musique et compositrice américaine.

## Biographie
Dina Koston commence l'étude de la musique dès deux ans, avec sa mère. Elle entre au Conservatoire américain de Chicago et plus tard étudie avec Gavin Williamson au clavecin, Mieczyslaw Horszowski et Leon Fleisher au piano ; la composition avec Luciano Berio et Nadia Boulanger. Elle passe un été à étudier à Darmstadt.
Koston enseigne au Peabody Conservatory et à Tanglewood. Elle écrit la musique pour des productions théâtrales au Café La Mama et à l'Arena Stage. Avec Leon Fleisher, elle cofonde et codirige le Theater Chamber Players entre 1968 et 2003, qui a été le premier ensemble de chambre en résidence au Smithsonian Institution et du The Kennedy Center.
Koston était mariée au Dr. Roger L. Shapiro (1927-2002), un chercheur en psychiatrie et psychanalyste. À la fin de sa vie, elle souffre d'une longue maladie et meurt à Washington. Un legs après sa mort a créé le Fonds pour la musique Roger Shapiro et Dina Koston. Ce fonds prévoit des commandes et l'interprétation de la nouvelle musique à la Bibliothèque du Congrès de Washington.

## Œuvre
Dina Koston a composé pour divers instruments, parmi ses compositions :
- In Memory of Jeannette Walters
- Trio Brasso
- Flourishes
- Reflections
- Messages
- Solo pour clarinette
- Wordplay
- Distant Intervals[5]

Ses œuvres sont enregistrées, notamment Leon Fleisher: All the Things You Are (2014)[pas clair].